# Belonogaster freyi
Belonogaster freyi är en getingart som beskrevs av François du Buysson 1909. Belonogaster freyi ingår i släktet Belonogaster och familjen getingar. Inga underarter finns listade.